# 张家口一中
张家口市第一中学，简称张家口一中，张一中，始建于1915年，位于河北省张家口市高新区沈家屯镇，1956年改为现名，是河北省示范性高中。

## 概况
张家口一中始建于1915年。现由桥西区的南校区（新校区），北校区（即张家口市正博高级中学）以及万全区的西校区（原万全中学）组成。学校官网显示，截至2015年底，有在编教职员工494人，截至2016年，新校区占地300亩，建筑面积13万平方米。学校于1956年定名为“张家口市第一中学”,同年被确立为河北省首批重点高中。2001年被确定为河北省首批示范性高中。

## 历史沿革
（由于抗日战争及国共内战等诸多原因，1937年至1949年间，学校经过了多次搬迁及合并，是为今日之基础。）

### 1915年至1936年
1915年，学校建立，初名为“察哈尔区立中学校”，校址在明德街路东（今校园教学区中部）。1928年，察哈尔特别区改为省，学校改称“察哈尔省立第一中学校”。1931年开始设置高中班。1934年，改称“省立张家口中学校”。

### 1937年至1949年
1937年，日军发动“卢沟桥事变”，8月，日军占领张家口，学校被迫停办，校舍被强占改为军营和马厩，教育教学设备和图书完全被毁坏。师生或奔赴抗日前线，或流亡大后方。
1943年，“晋察冀边区第二短期师范”在易县龙村成立，简称边二师。隶属中共晋察冀边区政府教育厅，日常工作由一专署领导。第二年春迁易县苑岗。1945年，抗日战争胜利。边二师迁入中共民主察哈尔省省会宣化市，更名“察哈尔中学”，校长王绍文，教师和工作人员60多人，学生500多人。1947年，“察哈尔中学”迁址涞源县东郊的后泉坊村，合并“察哈尔师范”、“察哈尔干校”和“五专师范”，组建“察哈尔联合中学”。校长为武树藩，学生约1000人。
与此同时，1946年，中共晋察冀边区教育委员会利用张家口中学校旧址创办“张家口市立中学”，郝人初任校长。教职工83人，学生519人。国共内战爆发后，张家口市立中学与回民中学、女子中学师生随中共边区党政机关转移，于建屏县西黄泥村（今属平山县）合并为“晋察冀边区联合中学”。而国民政府察哈尔省恢复“省立张家口中学校”，赵之恒任校长。
1949年年初，“察哈尔联合中学”奉命进入张家口市。以察哈尔联合中学为主，与原国民政府察哈尔省立张家口中学校、私立塞北中学、私立养正中学合并，建立了“察哈尔省立张家口中学”。武树藩为校长，干部6人，教师56人，教职工137人，在册学生543名。暑假后达到21个教学班，学生1349名。师范街原国民党军队汽车队院划归学校，称为二部。是为今日学校之雏形。

### 1950年及之后
1951年，学校实施《关于改革学制的决定》，确定学制为初中、高中各3年。
1952年年底，察哈尔省撤销，张家口市划归河北省，学校改名“河北省张家口中学”。
1956年，学校正式使用“河北张家口第一中学”新校名，即现校名。同年中，被确定为河北省重点中学。
1966年，文化大革命爆发，学校停止进行毕业与升学考试，学校内发生批斗，武斗等情况。部分教师被迫害致死。
1986年，根据张家口市调整计划，学校撤消初中，确定为8轨制纯高中。
2001年，被确定为河北省首批示范性高中。
2005年，张家口市委市政府做出了张家口一中南迁的决定，并将新校区的建设列为张家口市重点工程，学校南校区开始建设。
2015年9月10日，张家口一中举行百年华诞庆祝大会。
2016年，万全中学成为张家口市第一中学西校区。

## 校友
- 张鸿元（高级工程师、博士，空军级专家，863计划主题专家组专家）
- 王瑶（北京大学中文系教授）
- 罗平，解放军少将
- 高尔基（财新副总裁，财新智库创始人）